# Košinář
Košinář je průtočný rybník, součást rybniční soustavy na Boleveckém potoce na severním okraji města Plzně. 
První písemná zmínka o rybníku pochází z roku 1694, denrochronologické datování dřevěného potrubí z výpusti však nově datuje výstavbu hráze do roku 1480. Košinář tedy patří k původním rybníkům bolevecké soustavy. Jeho jméno má souvislost s vrbami, které v jeho okolí vždy rostly a jejichž proutí se používalo pro pletení košíků. Rybník je oválný ve směru severozápad-jihovýchod, severovýchodní břeh na pískovcovém základu má charakter pláže. Pod hrází je olšina s bylinným podrostem a vlhká louka, které končí u severního zálivu Velkého Boleveckého rybníka. Rybník je v současnosti využíván jako rekreační a rybochovný. Voda je průměrně znečištěna. Při povodních v létě 2002 byl poškozen přeliv a hráz, v roce 2005 byl rybník odbahněn.
Nad rybníkem bývalo několik malých výtěrových rybníčků, pod rybníkem je pět nádrží rybích sádek zřízených městem po druhé světové válce před znárodněním majetku města. Při jejich zřízení se narazilo na ulehlé rybniční bahno, které možná patřilo rybníku Volšinka z původní středověké soustavy, o němž poslední písemná zpráva pochází z roku 1671. Tomu odpovídá i přítomnost olšiny, podle které byl zaniklý rybník pojmenován.
| Lesnatost povodí | 90 %        |
| 355denní voda    | 0,0018 m³/s |
| Stoletá voda     | 17,9 m³/s   |

Údaje z roku 1972 a 1998.

## Turistika
Po severním břehu prochází žlutá turistická trasa 6624 z Doubravky do Starého Plzence, po hrázi zelená turistická trasa 3609 z Bílé Hory do Kaznějova a žlutý místní okruh 9230 z Bolevce přes Třemošnou.